# Ischnotoma (Icriomastax) calliope
Ischnotoma (Icriomastax) calliope is een tweevleugelige uit de familie langpootmuggen (Tipulidae). De soort komt voor in het Neotropisch gebied.